# Buste de Victor Hugo
Pour les articles homonymes, voir Buste et Victor Hugo (homonymie).
Le buste de Victor Hugo dit « à l’illustre maître » est une buste en bronze à patine et en marbre de Victor Hugo, sculpté en 1883 par Auguste Rodin, un de ses chefs-d'œuvre, répliqué en de nombreuses variantes.

## Histoire

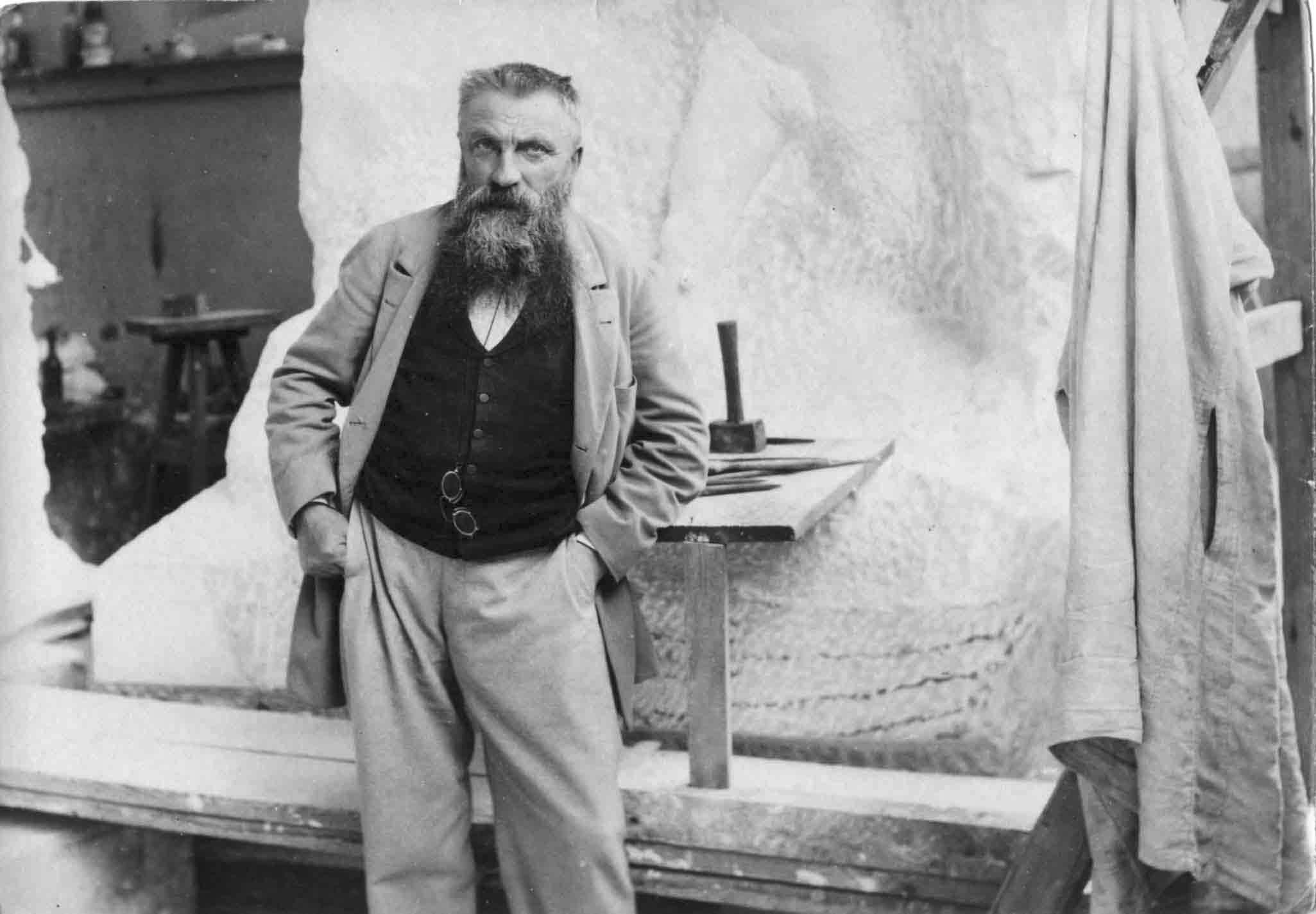
Auguste Rodin, en 1898.

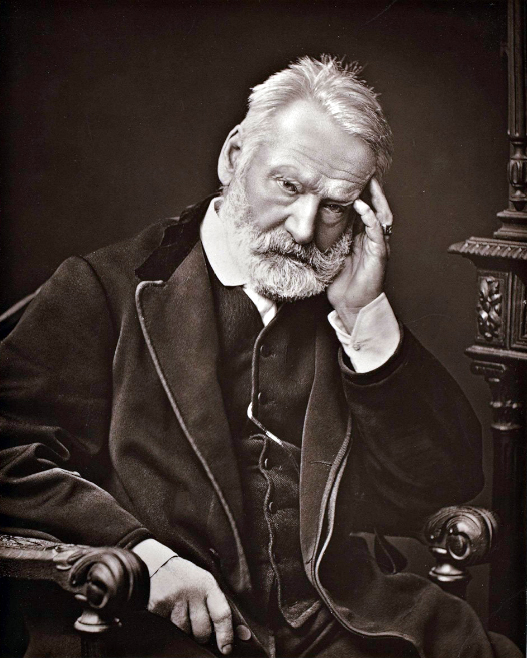
Victor Hugo, vers 1878

Auguste Rodin décuple sa célébrité de sculpteur avec une accusation médiatiquement retentissante à propos de son œuvre L'Âge d'airain de 1877. Cette statue en bronze donne une telle impression de réalisme et de vie qu'il est soupçonné et accusé à tort de surmoulage sur modèle vivant. Des experts en art démontrent alors son vrai génie en sculpture et ce faux scandale retentissant décuple sa notoriété internationale, sa cote et sa fortune. 
Rodin modèle alors « sur le vif » en 1883 ce buste en plâtre d’après nature du célèbre écrivain Victor Hugo (alors âgé de 81 ans). Hugo est totalement réfractaire aux séances de pose, lors des nombreuses visites de Rodin à son domicile parisien,. Rodin lui offre un premier moulage en bronze de son buste, de la fonderie Rudier d'octobre 1883, à l’occasion de ses 82 ans. Un second est exposé avec un important succès au Salon de Paris de 1884, à Londres et à Bruxelles, un an avant la disparition de Victor Hugo en 1885. Rodin crée avec un important succès commercial divers versions de son œuvre en plâtre, bronze, gypse ou marbre. 
Son élève Camille Claudel s’inspire de cette oeuvre de son maître en sculpture pour son buste d'Auguste Rodin de 1888. 
Cette oeuvre précède son monument à Balzac, du célèbre écrivain Honoré de Balzac, réalisé entre 1891 et 1897.

## Quelques variantes et duplications

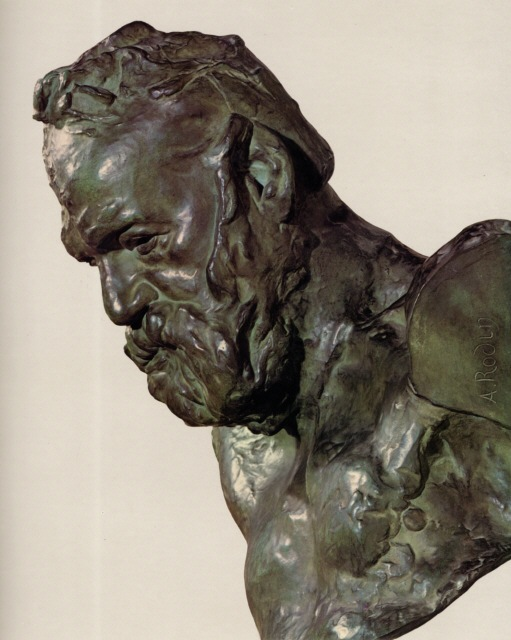
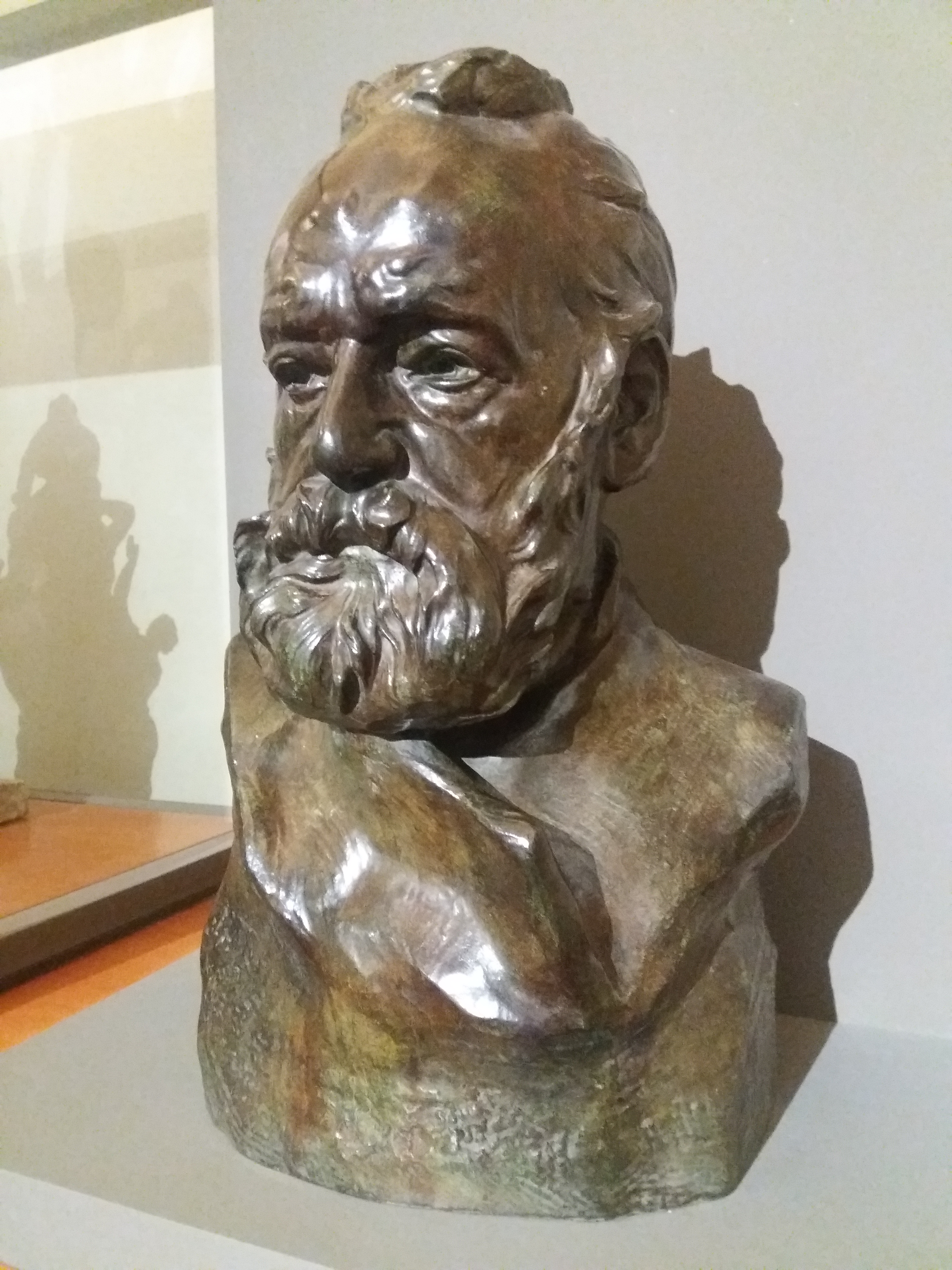
Musée des Beaux-Arts de Lyon
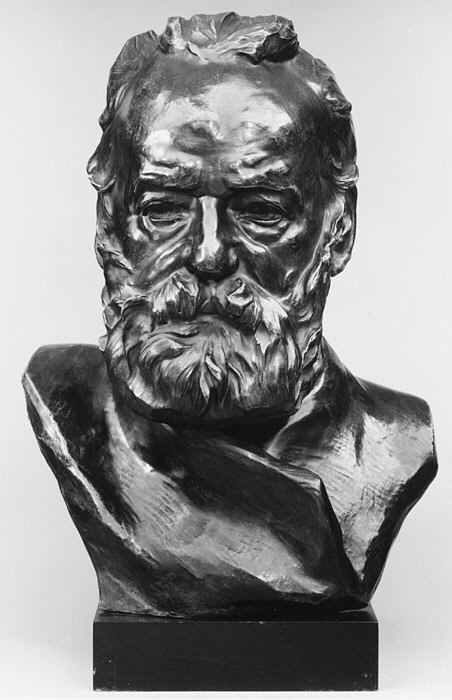
Metropolitan Museum of Art de New York
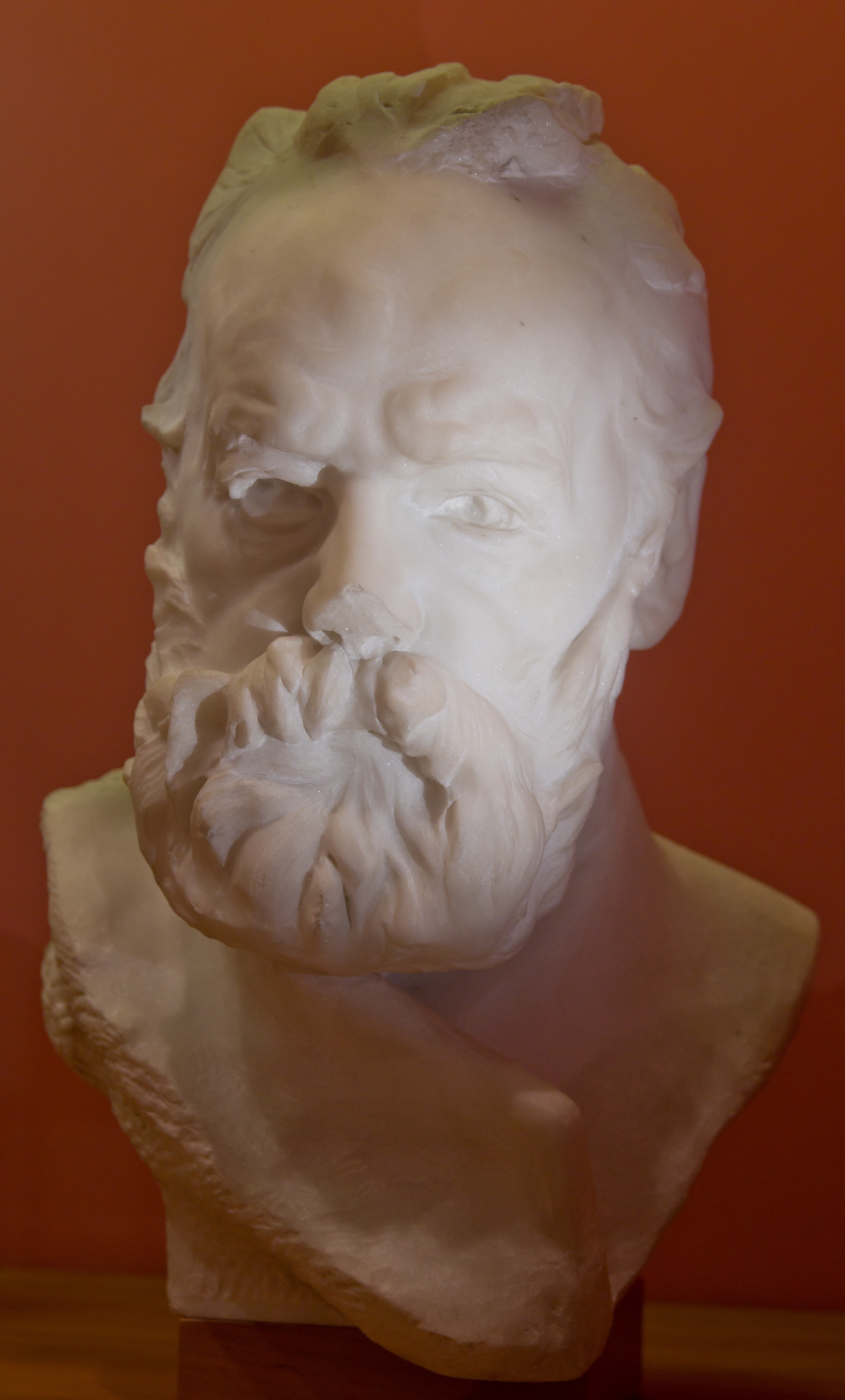
Musée des Beaux-Arts de la ville de Paris
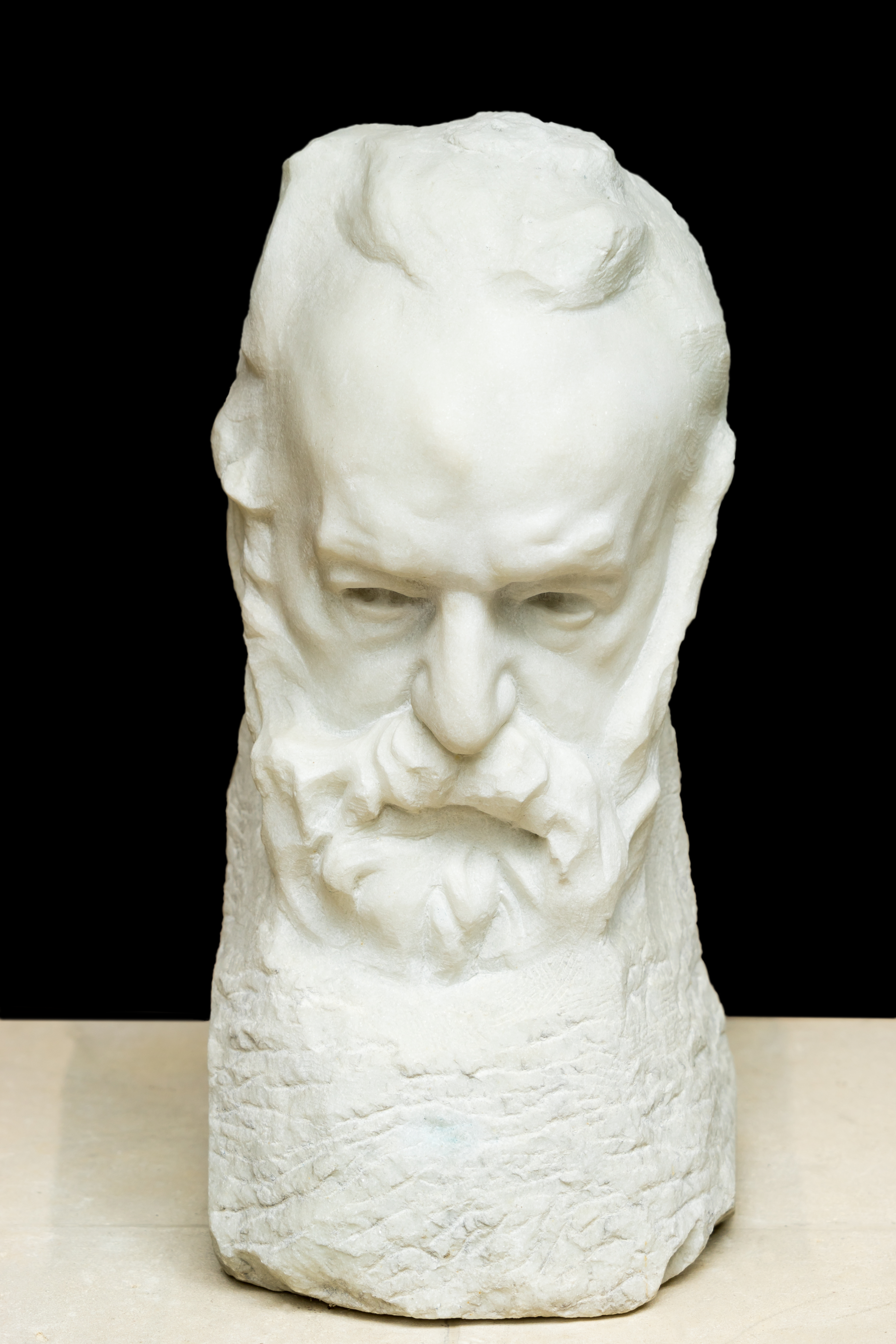
Musée Rodin de Paris
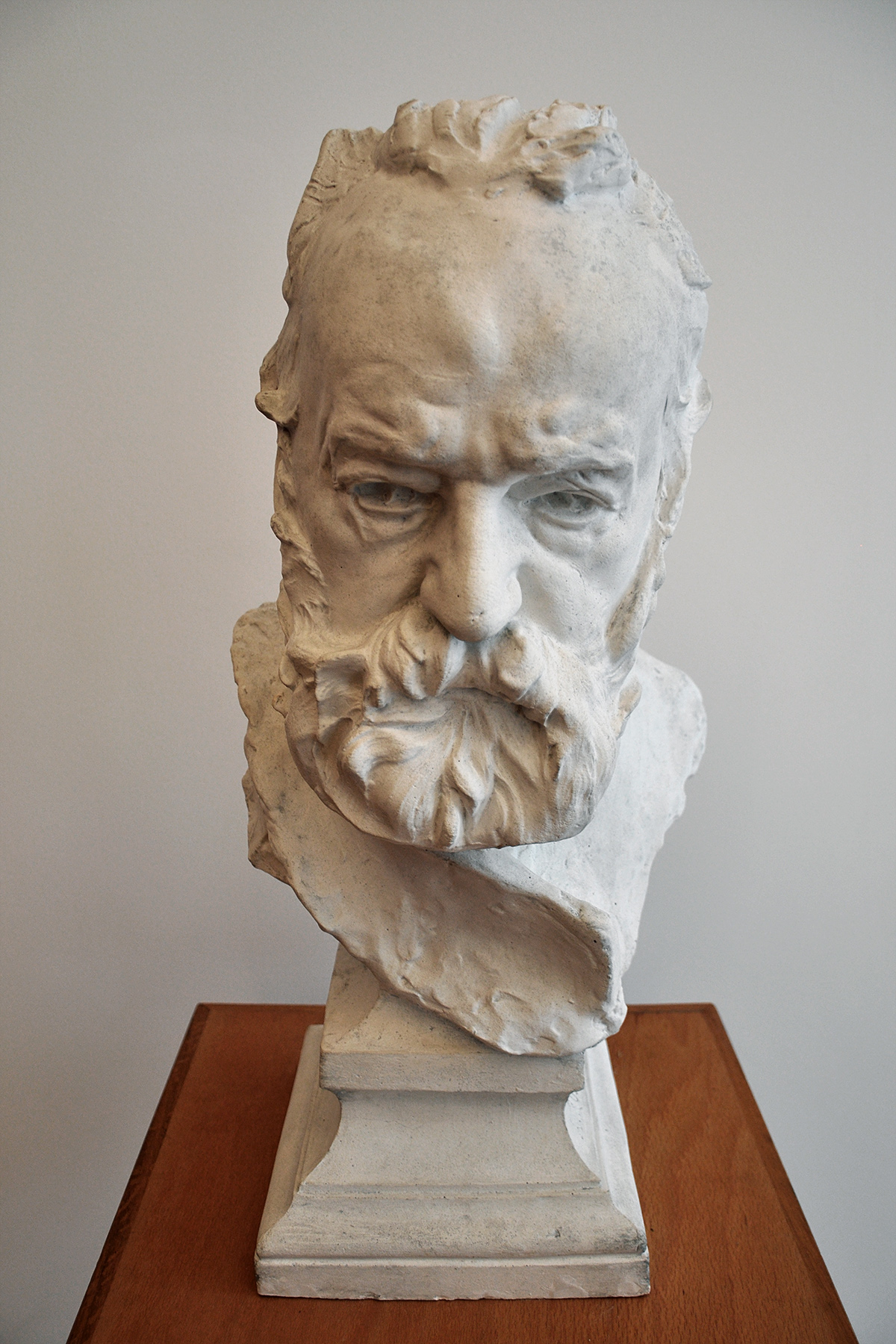
Musée des Beaux-Arts de Cambrai
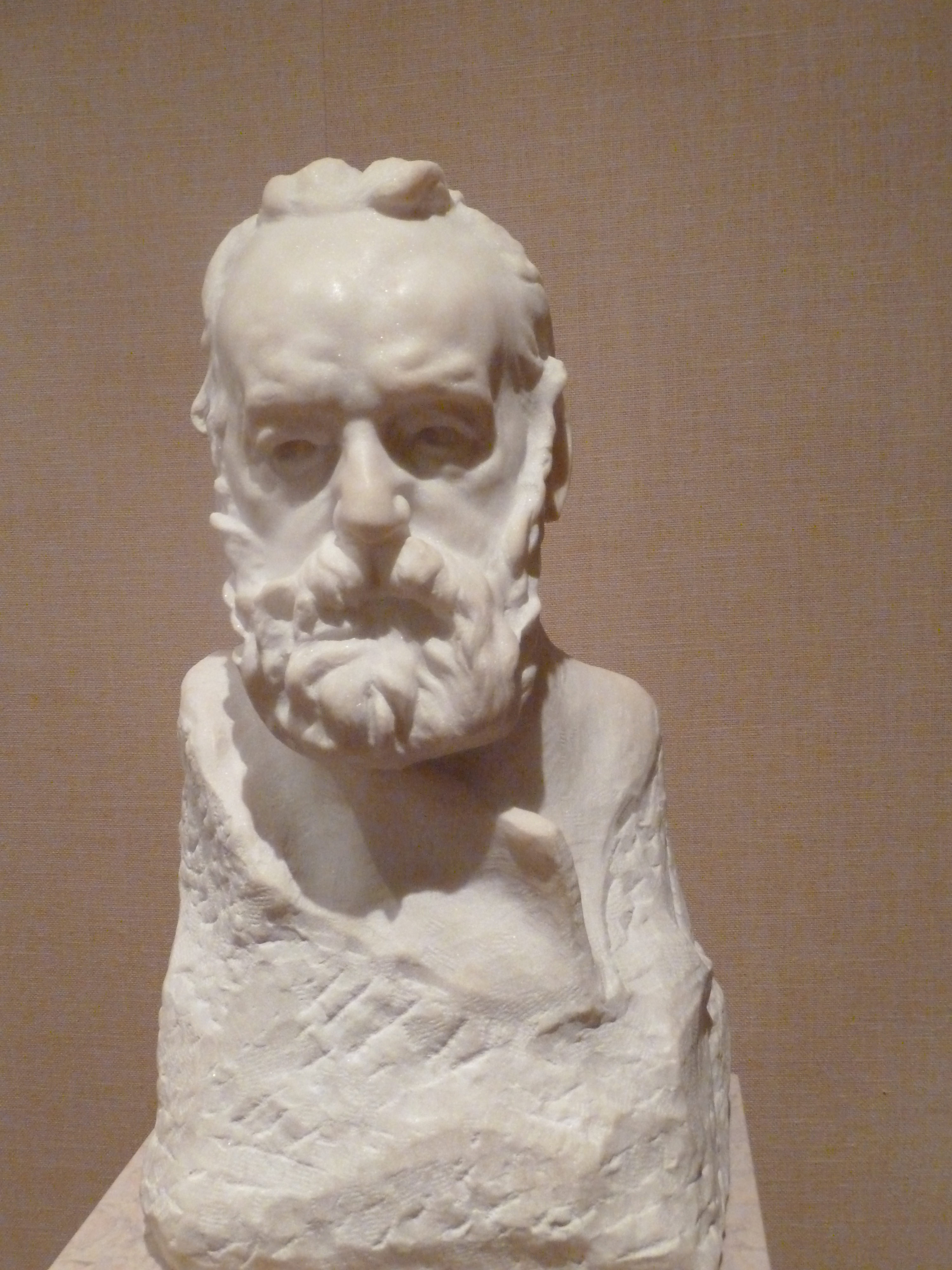
Musée Calouste-Gulbenkian de Lisbonne
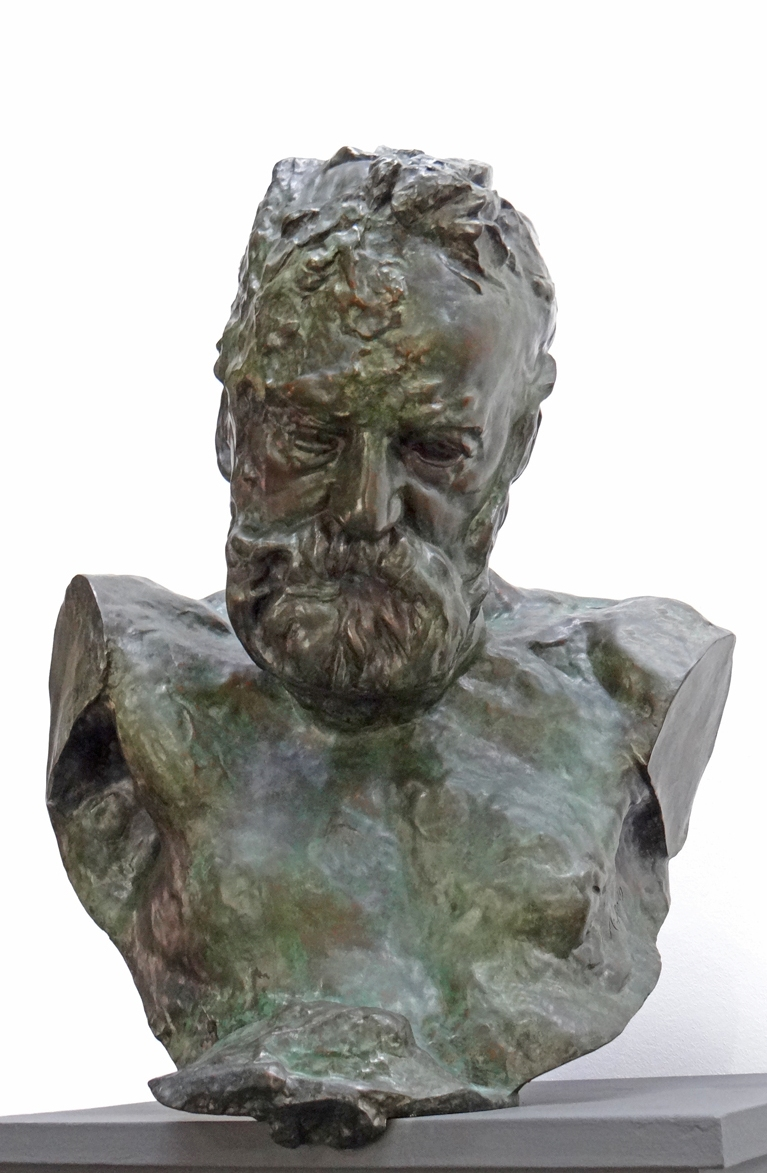
Musée des Beaux-Arts de Nantes
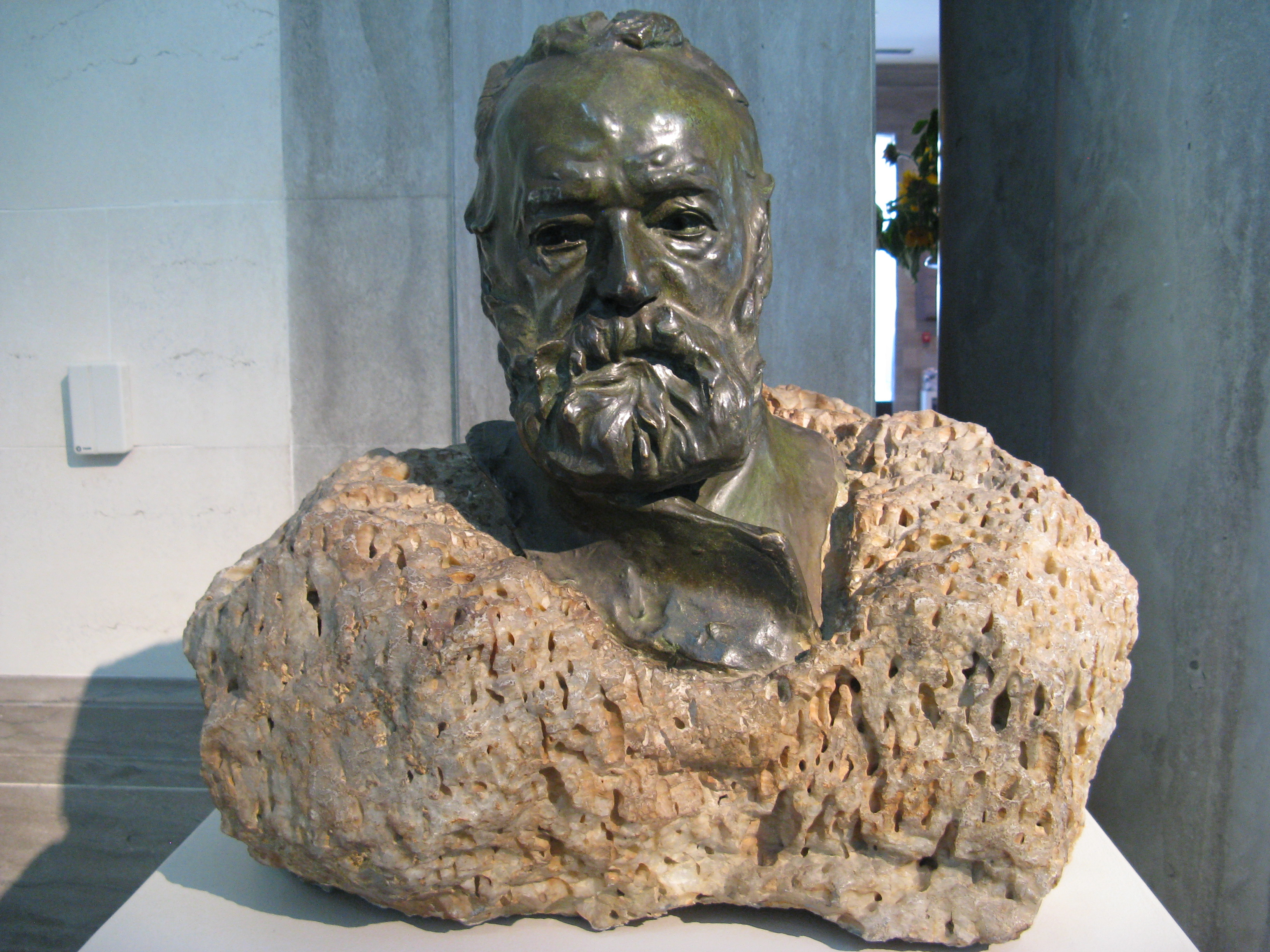
Musée Legion of Honor de San Francisco
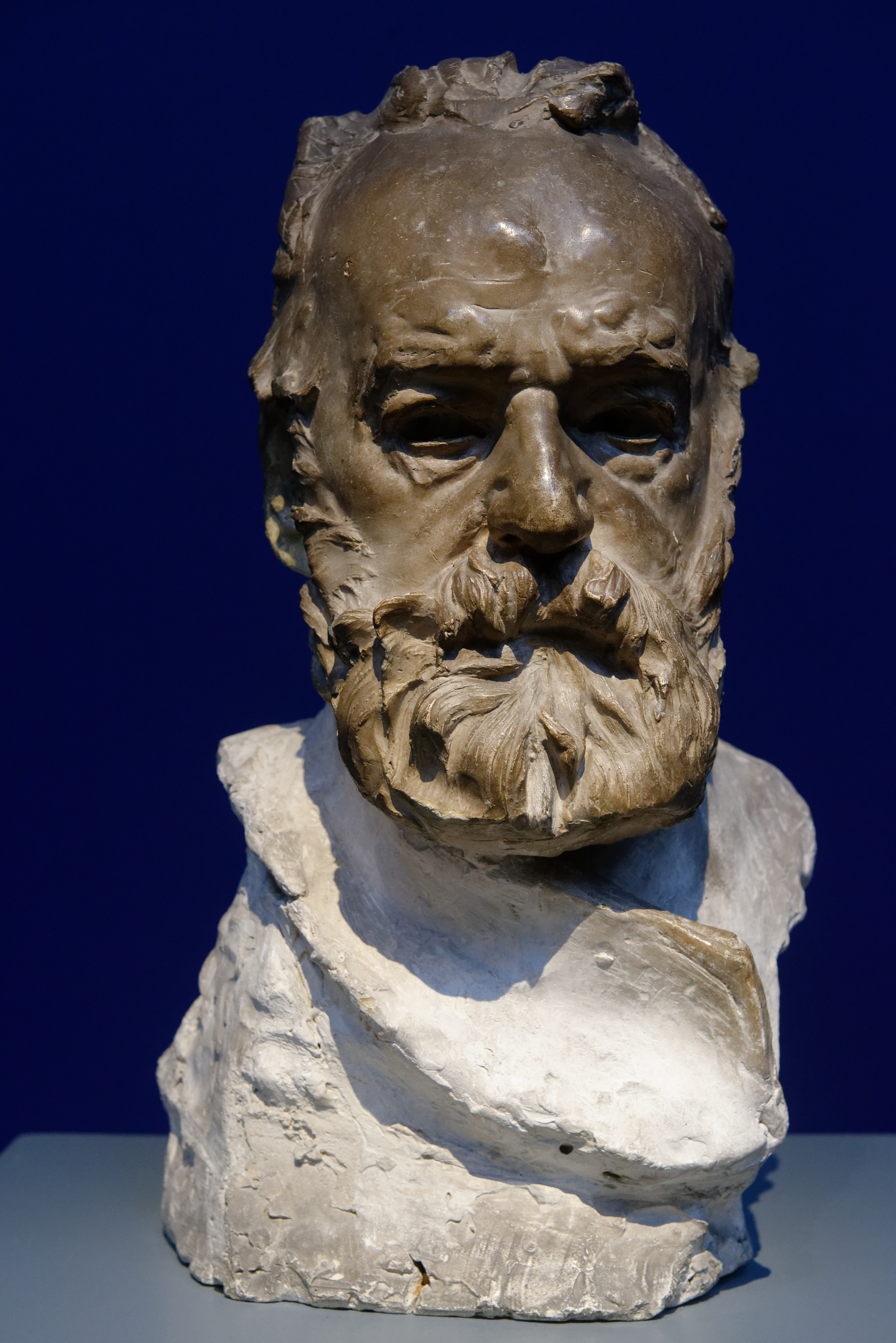
Ny Carlsberg Glyptotek de Copenhague
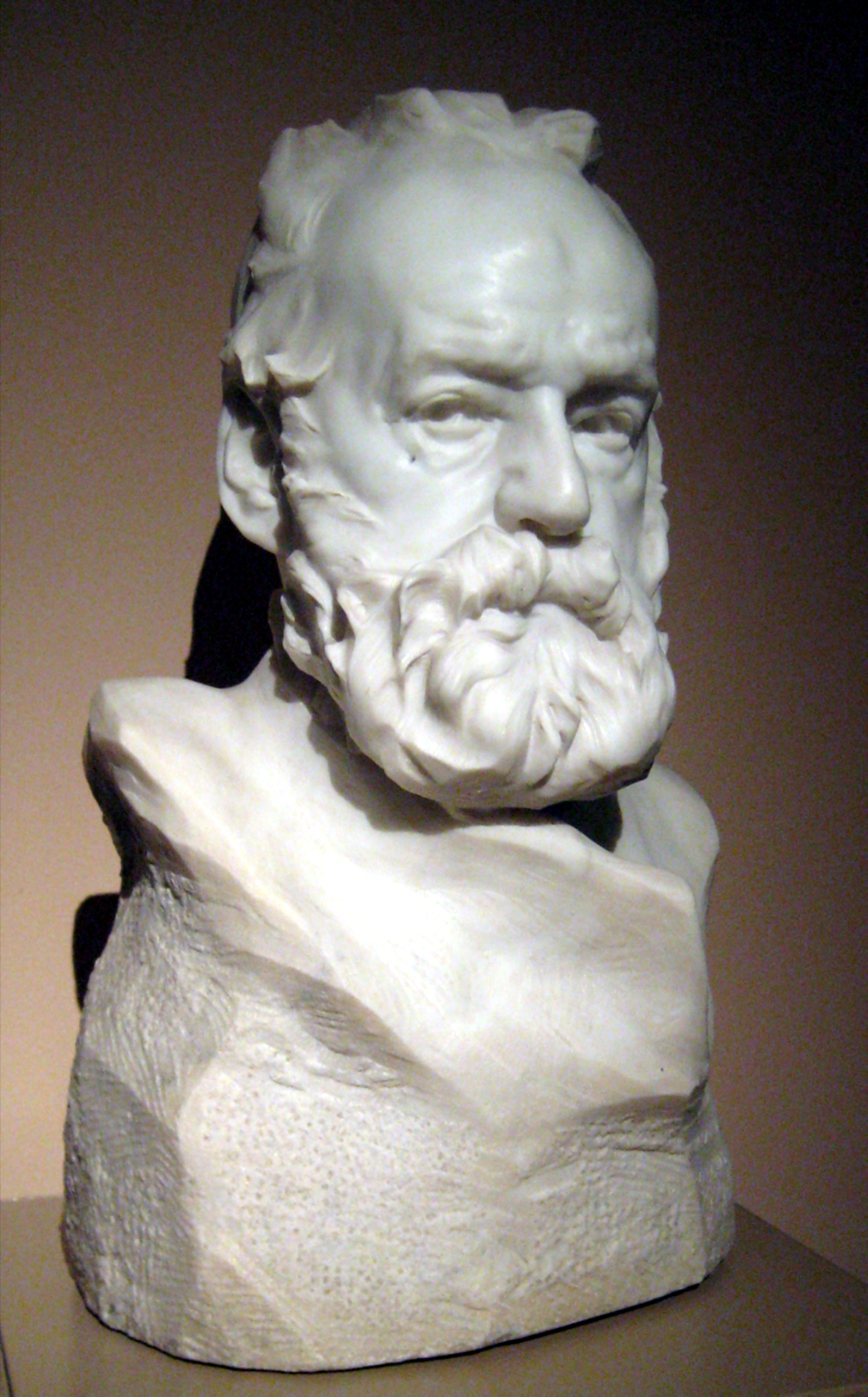
Musée des Beaux-Arts Pouchkine de Moscou
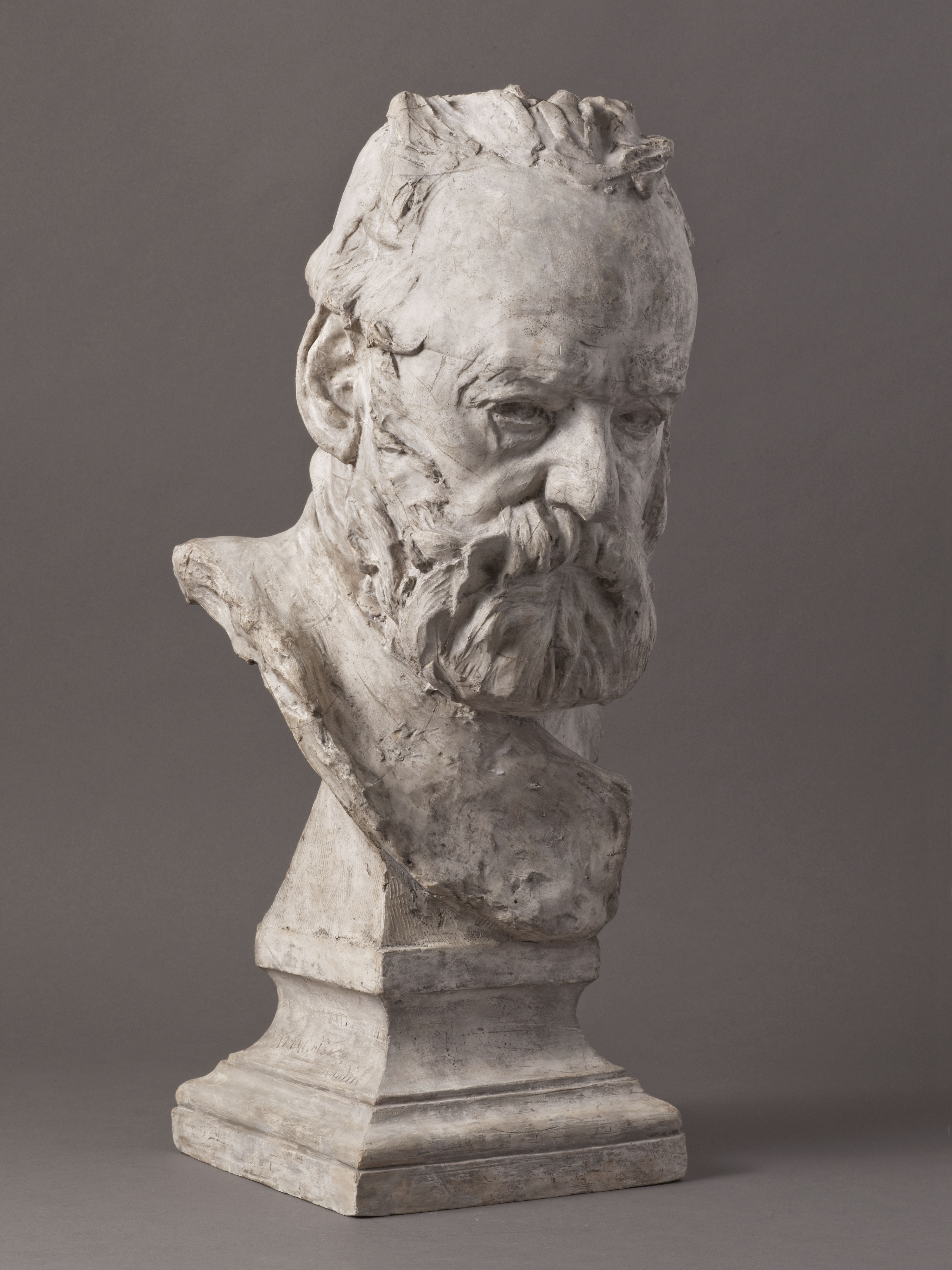
Maison de Victor Hugo de la place des Vosges à Paris
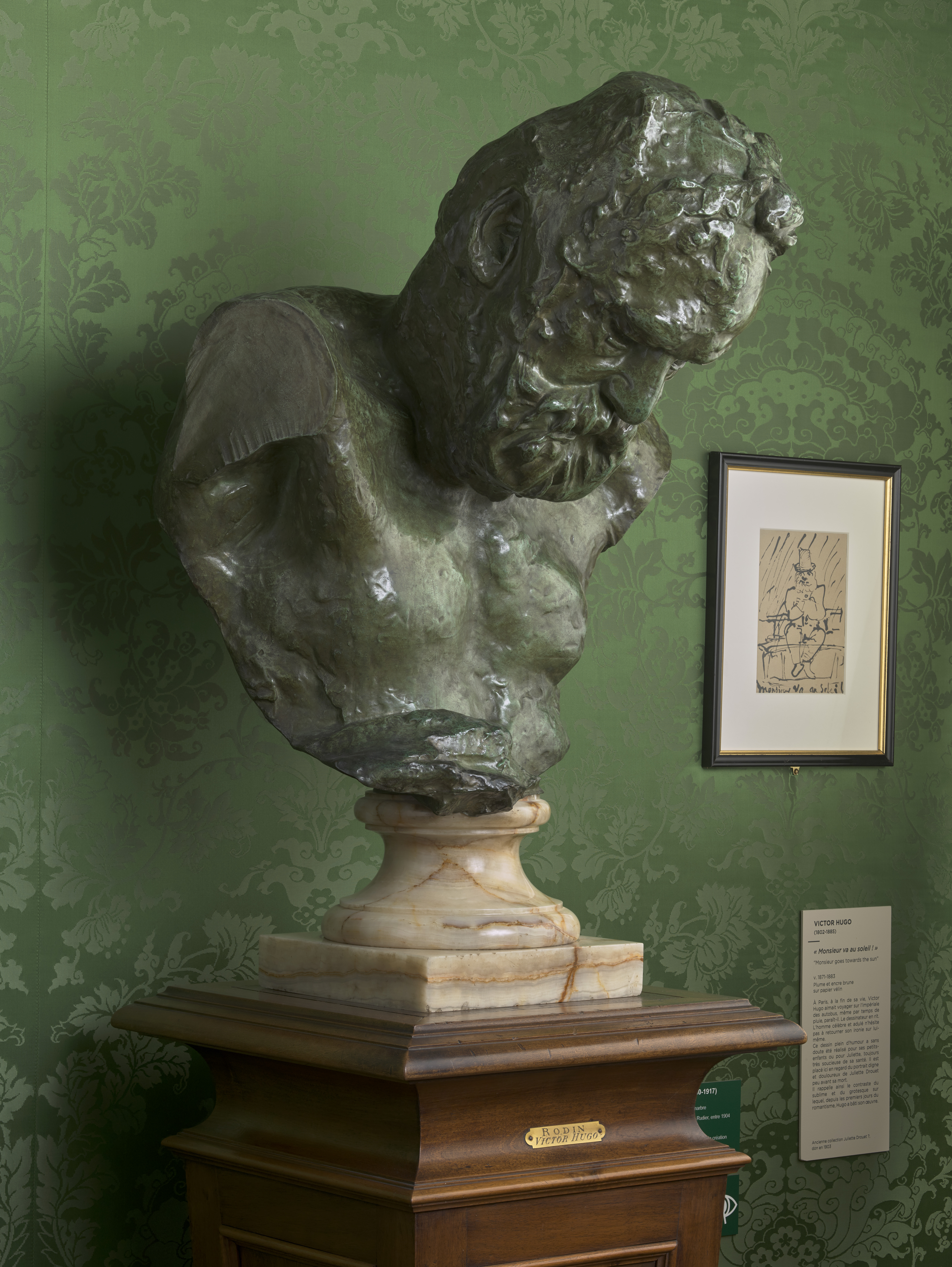
Maison de Victor Hugo de la place des Vosges à Paris
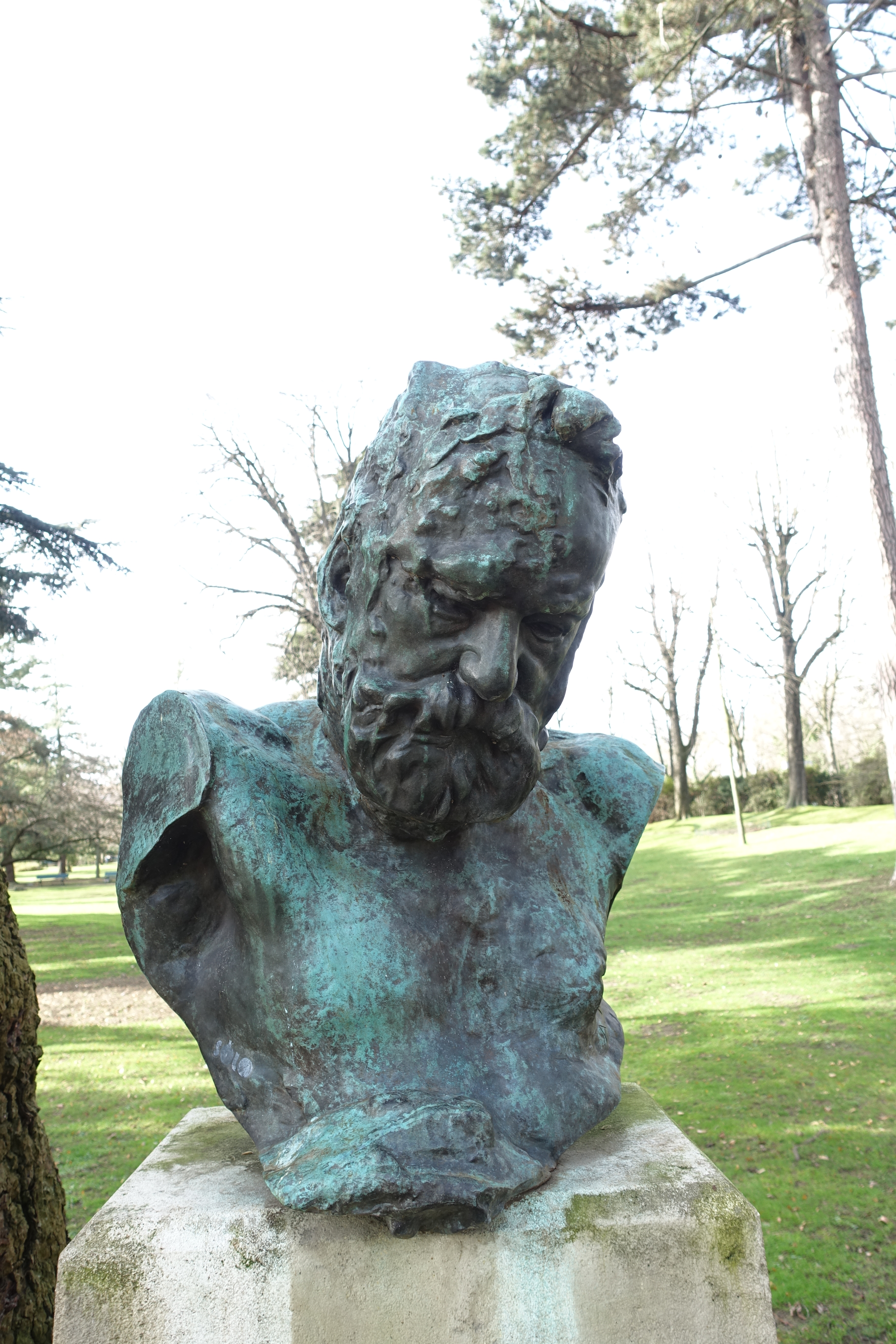
Jardin des Poètes de Paris

## Quelques musées
De nombreuses duplications de divers versions en plâtre ou bronze ou gypse ou marbre, sont exposées entre autres aux : 
- Musée d'Orsay de Paris[6],[7]
- Musée Rodin de l'hôtel de Biron de Paris

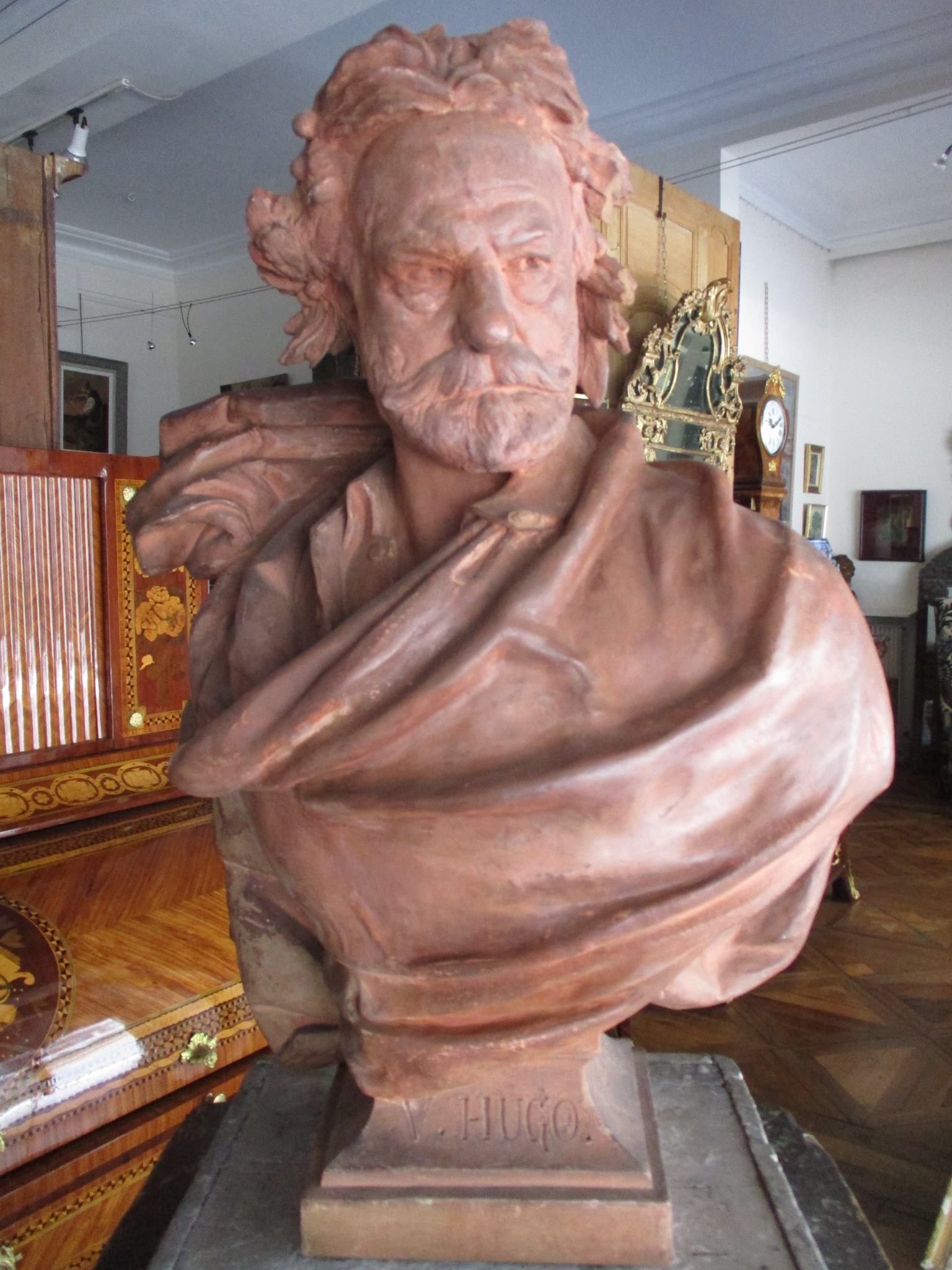
Variante de Gustave Deloye

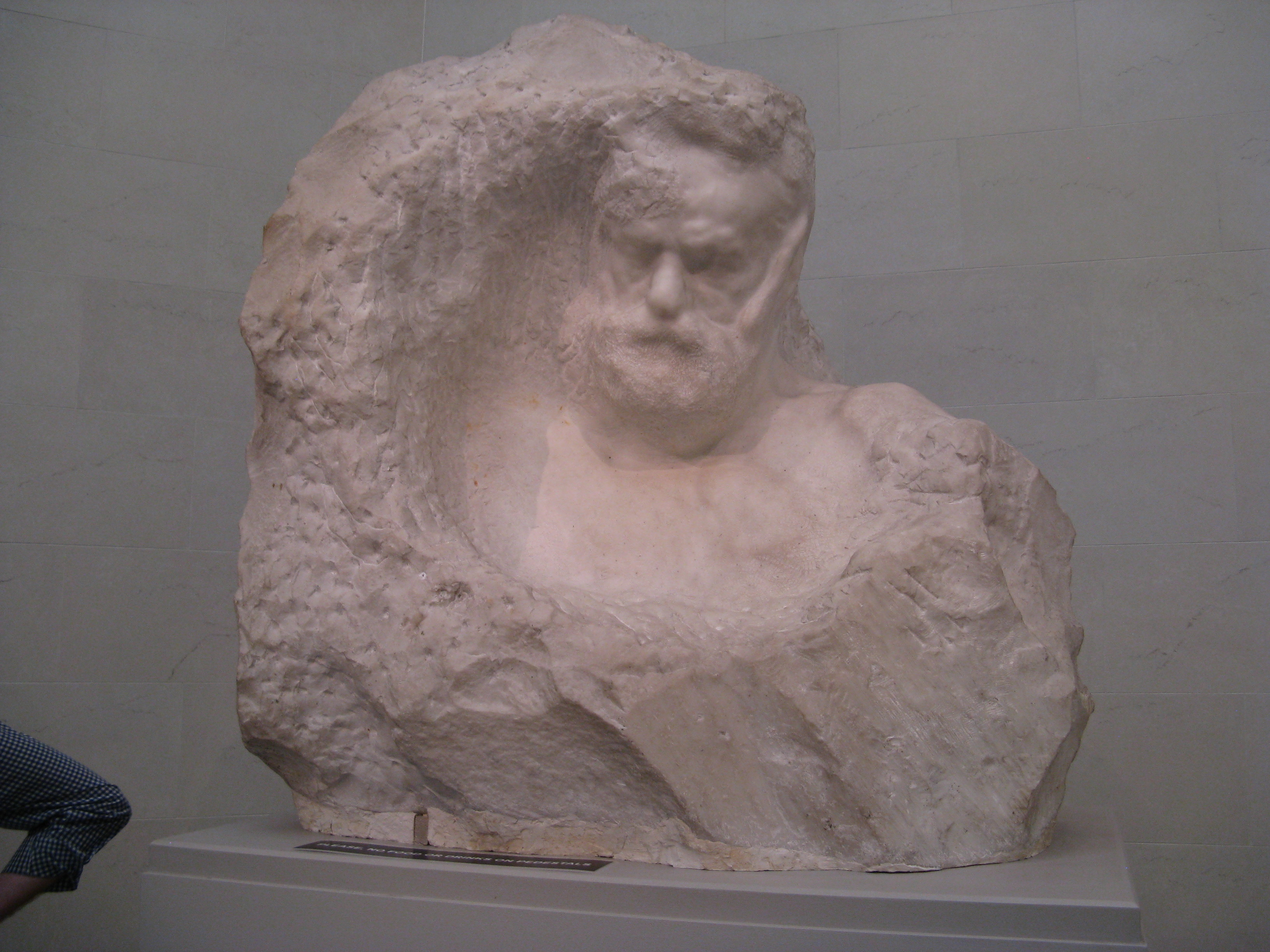
Musée Legion of Honor de San Francisco

- Musée des Beaux-Arts de la ville de Paris[8]
- Jardin des Poètes du 16e arrondissement de Paris
- Maison de Victor Hugo de la place des Vosges à Paris
- Musée des Beaux-Arts de Lyon
- Musée des Beaux-Arts de Dijon
- Musée Boucher-de-Perthes d'Abbeville
- Musée des Beaux-Arts de Cambrai
- Musée des Beaux-Arts de Nantes
- Musée des Beaux-Arts et d'Archéologie de Besançon

- Musée cantonal des beaux-arts de Lausanne
- Ny Carlsberg Glyptotek de Copenhague
- Musée Calouste-Gulbenkian de Lisbonne
- Musée Mohamed Mahmoud Khalil du Caire

- Musée des Beaux-Arts Pouchkine de Moscou
- Metropolitan Museum of Art de New York
- Musée Legion of Honor de San Francisco
- Cleveland Museum of Art, de Cleveland
- Musée Soumaya de Mexico

## Au cinéma
- 1988 : Camille Claudel, de Bruno Nuytten, avec Isabelle Adjani dans le rôle de Camille Claudel, et Gérard Depardieu dans le rôle d'Auguste Rodin.
- 2017 : Rodin, de Jacques Doillon, avec Vincent Lindon dans le rôle de Rodin, et Izïa Higelin dans de rôle de Camille Claudel.